# Crono delle Nazioni 2009
La Crono delle Nazioni 2009, ventottesima edizione della corsa e valida come evento dell'UCI Europe Tour 2010 categoria 1.1, si svolse il 18 ottobre 2009 su un percorso di 48,5 km. Fu vinta dal kazako Aleksandr Vinokurov che giunse al traguardo con il tempo di 1h09'05".

## Classifica (Top 10)
| Pos. | Corridore              | Squadra       | Tempo    |
| ---- | ---------------------- | ------------- | -------- |
| 1    | Aleksandr Vinokurov    | Astana        | 1h09'05" |
| 2    | Jean-Christophe Péraud | Francia       | a 1'07"  |
| 3    | Jurij Krivcov          | AG2R La Mon.  | a 1'12"  |
| 4    | Maxime Monfort         | Columbia      | a 1'42"  |
| 5    | Florian Morizot        | Besson Chau.  | a 2'13"  |
| 6    | David Lelay            | Agritubel     | a 2'23"  |
| 7    | Philippe Gilbert       | Silence       | a 2'34"  |
| 8    | Andrij Hrivko          | ISD-Neri      | a 3'01"  |
| 9    | Julien Fouchard        | Cofidis       | a 3'12"  |
| 10   | Thomas Voeckler        | Bouygues Tel. | a 3'14"  |